# Ahn Eak-tai
Ahn Eak-Tai (Pyongyang, Corea, 5 de desembre de 1906 – Mallorca, Illes Balears, 16 de setembre de 1965) va ser un director i compositor coreà.
Ahn va néixer en la part septentrional de la península de Corea, just abans de l'ocupació japonesa, era el tercer fill d'Ahn Dukhoon. La família Ahn era d'una branca ampliada dels Soon-Ahn-Hoong, coneguda per haver produït patriotes com An-Chang-ho i An Jung-geun. Assistia a una escola de missioners catòlics. Allí va desenvolupar el seu interès per la música tocant la trompeta amb l'orquestra de l'escola. El pare, volia per als seus fills una educació occidental, i va enviar al fill gran Ahn Iksam a Tokyo el qual fou el primer a assistir a les escoles japoneses.
Conscient Iksam de l'interès del seu germà Eak per la música i com a felicitació pels seus bons estudis li va regalar un violí Suzuki, i un fonògraf per a gravar. El director de l'escola mitjana (Doctor Mauri), li cercà un tutor i el va posar en contacte amb un missioner canadenc anomenat Greg. El 1919, el doctor Mauri va portar l'orquestra de l'escola perquè participes en el (Moviment 1 de març), un esforç a nivell nacional entre els coreans per a protestar contra l'imperi japonès sobre la península.
Aquesta experiència desenvolupà en Ahn el fervor coreà pel moviment d'independència i començà un moviment entre els estudiants de protesta contra els professors de tendència pro-japonesa; l'escola va considerar les accions d'Ahn inadequades i va condemnar l'alumne en conseqüència. En algun moment de setembre, Ahn participa en un esforç dels activistes per a rescatar de la presó membres del Moviment 1 de març capturats per la policia japonesa. Quan la policia va descobrir una de les reunions, Ahn va poder fugir a casa del Dr. Mauri, el qual el va guarir de les lesions durant una setmana i, després de rebre Ahn un requeriment de la policia a presentar-se, el Dr. Mauri feu una visita personal a l'estació de policia local, per discutir les alternatives. Impressionat el cap de departament va permetre de falsificar papers perquè Ahn pogués anar a Tokio a estudiar música.
El 6 d'octubre de 1919, Ahn va prendre un tren a Pusan i va abordar un vaixell vers Shimonoseki. Durant l'estança amb el seu germà Iksam, Ahn va assolir entrar al Tokio Seisoku Middle School. El 1926, Ahn fou acceptat a l'Escola de Música Kunitachi. L'estiu d'aquest any, Ahn va retornar a Corea en un viatge musical per a reunir fons per a la reconstrucció d'una església cremada. Ahn recolzà el Sangjae, i es va fer membre del Dokrip Newspapers, amb Jo Mansik, un moviment d'independència líder que abonava per la utilització de productes coreans a fi d'ajudar a pagar els deutes del seu país més aviat. Una petició de Jo Mansik va ser que Ahn encapçalés una manifestació pel foment de la utilització de productes bàsics coreans, i que ho fes dalt d'un automòbil.
El 1928, va morir el pare d'Ahn, llavors junt amb la seva mare varen tenir dificultats per a donar estudis als cinc fills. Per tant, Ahn és contractat en un restaurant de luxe com a violoncel·lista. Tot i això, Ahn no podia pagar-se la matricula, i l'escola el va refusar i no va poder graduar-se. A més, accidentalment se li trencà el violoncel, i en va haver de demanar un als seus amics. Un dels seus companys que el tenia en gran estima li'n comprà un nou Suzuki. Finalment, Ahn fou capaç de graduar-se amb el professor Hansford, pagat per tots el dret de matrícula. Ahn va tenir una tarda per a ell sol, es va procedir a la graduació com si aquesta fos per a molts alumnes. A proposta del personal docent, Ahn va realitzar un concert amb el seu violoncel; aquesta interpretació, fou avaluada per un diari japonès com feta per "un geni amb un brillant futur".
El maig de 1930, Ahn va retornar a Corea. Després de la seva visita a la Soongsil Middle School, el Dr. Mauri va suggerir a Ahn que li convindria la continuació dels estudis als Estats Units. Després de ser-li prohibida per la policia japonesa la celebració d'un concert, Ahn va arribar a la conclusió que seguir els consells del Dr. Mauri li seria necessària, però hauria d'evitar les barreres socials envers els coreans.
En arribar a San Francisco Ahn fou empresonat durant el procés d'investigació dels emigrants perquè es va negar a lliurar el seu violoncel als funcionaris. Durant la nit, Ahn va obtenir permís d'un guardià de la presó que li havia confiscat el violoncel; incapaç de trobar una connexió entre un músic i un criminal, el guardià de la presó va investigar ràpidament la causa d'Ahn i va disposar la posada en llibertat l'endemà.
A San Francisco, Ahn va anar a una església coreana presentat pel Dr. Mauri. Durant un servei religiós dirigit pel Pastor Hwang, va escoltar el primer himne nacional coreà, que es basa en una cançó escocesa "Auld Lang Syne". Ahn pensà que aquesta música no era apta per a un himne nacional, i va decidir provar de compondre un nou himne nacional coreà. Quan Ahn esperava en l'estació de tren per anar cap a Cincinnati, ell i el Pastor Hwang dotats només d'un maletí negre i una ploma estilogràfica va escriure l'himne nacional.
Organitzat pel Pastor Hwang, Ahn es va reunir al Park Wonjung, amb ex-alumnes sèniors en el Soongsil Middle School i en l'estació de tren amb l'Escola de Música Kunitachi. Després, va ingressar com alumne de la Universitat de Cincinnati College-Conservatory of Music, per poder entrar en el conservatori, Ahn va haver de treballar en un restaurant per guanyar-se la vida, amb un sou baix com a seqüela de la Gran Depressió. El 1930 fou acceptat en l'Orquestra Simfònica de Cincinnati com a primer violoncel·lista i, durant el descans de primavera del seu segon any, va fer una gira pels Estats Units per tocar a les considerades grans ciutats. A la ciutat de Nova York, a Ahn se li va permetre portar a cap al Carnegie Hall, un espectacle que els diaris de Nova York descriviren amb comentaris molt positius.
Després de l'exitosa gira, Ahn va canviar l'objectiu de la seva carrera de violoncel·lista a director. El 1935, va fer un canvi i va anar a l'Institut Curtis de Música a la Universitat de Pennsilvània, i es va graduar el 1936. Aleshores, Ahn va dirigir amb èxit un cor de l'Església a Candem. Després d'haver escoltat opinions sobre Ahn, i havent assistit a un servei religiós, Leopold Stokowski el va convidar a l'Orquestra de Filadèlfia. Per altra banda, Ahn fou incapaç de pagar el seu lloguer, ja que s'havia centrat a escriure la seva primera partitura per a orquestra simfònica anomenada Fantasia Corea, malgrat això, els veïns d'Ahn, s'oferiren a pagar el lloguer.
Va presentar amb èxit la seva Fantasia Simfònica de Corea a una competència en el Carnegie Hall, a Ahn li varen donar l'oportunitat de portar a cap amb la Filharmònica de Nova York per a l'estrena de l'obra. Malgrat tot el rendiment fou caòtic. Irrespectuós, l'organisme orquestral, es va negar a cooperar plenament. Profundament enfadat, Ahn llençà la vareta. El públic va seguir amb crits demanant una altra execució; negant-s'hi Ahn, i expressant la seva decepció en el comportament de l'orquestra. La Peaples va elogiar Ahn per les seves accions, i no només va demanar disculpes en nom dels americans, sinó que també s'oferí a enviar Ahn a Europa a estudiar i donar suport a les classes.
El 8 d'abril de 1936, Ahn va deixar la ciutat de Nova York i va aterrar a Europa, en direcció a Berlín. Aquí va completar l'Aeguka i el va enviar a un moviment independentista coreà organitzat a San Francisco anomenat "Reunió del poble coreà". També va fer tocs finals a la Fantasia Simfònica de Corea. Es va traslladar a Viena per a estudiar sota Paumgartner Bernhard, un famós compositor i bon intèrpret de Beethoven. El 1937, va anar a Hongria per a estudiar amb el professor Kodai i aplicar les seves ensenyances específiques per a la música d'Àsia a la composició de la Fantasia Simfònica de Corea.
El 1937 Ahn va ser invitat a Dublín (Irlanda), per portar a fi la Fantasia Simfònica de Corea. Es va guanyar fàcilment el públic irlandès, ja que Irlanda havia estat sota el jou britànic i Corea estava sota l'imperi japonès. A continuació, va retornar a Viena i es va reunir amb el famós compositor Richard Strauss per a discutir sobre la seva Fantasia Simfònica de Corea. Ensems, Ahn va assistir a la Universitat Eötvös Loránd amb una beca del govern hongarès i, el 1939, es va graduar a la universitat. Complagut amb el talent d'Ahn, Strauss li va donar per portar a fi un concert a Budapest en lloc seu. Lamentablement, Ahn havia fet moltes hores d'esforç per a preparar-se per al concert i es va ensorrar a la darrera cançó. Malgrat això, els diaris varen elogiar el seu esforç. Amb la recomanació de Strauss, l'Orquestra Filharmònica de Roma va acceptar amb molt de gust Ahn com el seu director; moltes altres orquestres de tot Europa el varen reclamar i va viatjar per tot el continent europeu.
El desembre de 1940, Ahn va ser convidat per l'Orquestra Filharmònica de Berlín, la més gran orquestra del món en aquell moment. La premsa alemanya va ser generosa en lloances vers Ahn. Va seguir dirigint moltes orquestres famoses per tot Europa. En una ocasió, tanmateix, Ahn va ser expulsat de l'Orquestra Filharmònica de Roma per la direcció de la Simfònica de Corea, que el govern japonès va pressionar perquè fos declarat persona non grata. Ahn va trobar un altre lloc de treball, l'Orquestra de París, però es va veure obligat a abandonar-la el 1944, quan París fou alliberat de les forces alemanyes. <<La seva amistat amb R. Strauss, acusat de flirtejar amb els nazis va ser molt mal vista pels aliats tant a Europa com als Estats Units>>. Llavors va ser invitat per l'ambaixador espanyol per portar l'Orquestra Simfònica de Barcelona.
El 15 d'agost de 1941 l'Aegukga va ser cantada a la cerimònia de commemoració de la creació del govern coreà, el president va convidar a Syngman Rhee Ahn en fer 80 anys i, el 19 de febrer de 1955, Ahn va retornar a la seva pàtria després de 25 anys fora de casa. Els militars de la banda cantaren Aegukga a l'arribada d'Ahn. Poc temps després, va ser guardonat amb la Medalla de l'Orde del Mèrit per la Cultura.
En virtut d'una invitació de la Geijutsu Tokio Daigaku, Ahn va arribar a l'aeroport de Haneda, el gener de 1960, i va dirigir un concert a l'Auditori de Hibiya Yaon, la nit del 4 de febrer. Després de l'èxit de Tokio, Ahn va visitar Osaka, on va celebrar un altre concert. Després del concert, Ahn va instar la població coreana de la zona, que s'havia dividit políticament entre el Nord i el Sud, a més de la unitat i la cooperació. Ahn porta a cap un concert als Jocs Olímpics de Tokio el 1964, segons la sol·licitud de la NHK.
Després d'un reeixit concert a Espanya, va organitzar tres successius Festivals Internacionals de la Música a Seül, però no podia seguir perquè alterava la labor de la Filharmònica de Seül.
Durant l'exili fora de Corea va conèixer, a Barcelona (1946), la seva futura esposa, María Dolores Talavera Lacort (també anomenada Lolita Ahn). Lolita primer va ser la seva traductora, després la seva fidel esposa, la mare de les seves tres filles, i finalment, la vídua i dipositària del seu llegat. Aquest mateix any es varen traslladar a viure a Mallorca per a crear (el 1947) i dirigir l'Orquestra Simfònica.
Amb la posada en marxa el mestre coreà volia portar a terme la realitat del seu somni que el va il·luminar just arribar el vaixell a la badia de Palma el 1946: "tenir una orquestra en aquesta Illa és com tenir un lloc en el cel". Ahn va reclutar per a la seva orquestra a músics de tots cantons, arribant a reunir 17 nacionalitats diferents. Això en una època, els anys 40 i 50, en la que l'estranger tenia una consideració més aviat negativa que en l'actualitat, i més encara en una societat tan tancada com la mallorquina.
Les obres no publicades, algunes de les quals s'han descobert recentment, inclouen el Poema Simfònic "Mallorca", Lo Pi de Formentor i La mort de l'Emperador Gojong.
El 16 de setembre de 1965 fou atacat per una sobtada malaltia i va morir a Mallorca (Illes Balears), on vivia amb la seva esposa. El 8 de juliol de 1977 les seves restes foren traslladades al Korean National Cemetery.
El 2006 l'Ajuntament de Palma va patrocinar l'edició de l'obra de la seva vídua María Dolores Talavera Mallorca y Eaktay Ahn, escrita el 1972.
Un carrer de la ciutat de Palma du el seu nom. La placa està escrita en coreà i català.
Al passeig del Born de la ciutat de Palma hi ha un estany i una escultura en homenatge seu.